# کوه جادو (فیلم ۱۹۸۲)
کوه جادو (آلمانی: Der Zauberberg) فیلمی به کارگردانی هانس وی. گایسندورفر است که در سال ۱۹۸۲ منتشر شد. از بازیگران آن می‌توان به فلاویو بوچی، شارل آزناوور و راد استایگر اشاره کرد.